# Polish International 1993
Die Polish International 1993 im Badminton fanden vom 1. bis zum 4. April 1993 in der Sporthalle Urania in Olsztyn statt.

## Medaillengewinner
| Disziplin    | Gold                           | Silber                        | Bronze                             |
| ------------ | ------------------------------ | ----------------------------- | ---------------------------------- |
| Herreneinzel | Lioe Tiong Ping                | Marleve Mainaky               | Hendrawan                          |
| Herreneinzel | Lioe Tiong Ping                | Marleve Mainaky               | Patrik Andreasson                  |
| Dameneinzel  | Anne Søndergaard               | Meiluawati                    | Lotte Thomsen                      |
| Dameneinzel  | Anne Søndergaard               | Meiluawati                    | Lone Sørensen                      |
| Herrendoppel | Felix Antonius Denny Kantono   | Jim Laugesen Janek Roos       | Kenneth Jonassen Peter Rasmussen   |
| Herrendoppel | Felix Antonius Denny Kantono   | Jim Laugesen Janek Roos       | Peter Christensen Thomas Damgaard  |
| Damendoppel  | Anne Søndergaard Lotte Thomsen | Helene Kirkegaard Rikke Olsen | Rikke Broen Trine Pedersen         |
| Damendoppel  | Anne Søndergaard Lotte Thomsen | Helene Kirkegaard Rikke Olsen | Anna Polakowska Joanna Szleszyńska |
| Mixed        | Rudy Gunawan Rosiana Tendean   | Paulus Firman S. Herawati     | Peter Christensen Trine Pedersen   |
| Mixed        | Rudy Gunawan Rosiana Tendean   | Paulus Firman S. Herawati     | Janek Roos Rikke Olsen             |